# Tuffi ai campionati europei di nuoto 2018 - Piattaforma 10 metri femminile
Il concorso dei tuffi dalla piattaforma 10 metri femminile dei Campionati europei di nuoto 2018 si è svolta l'8 agosto 2018 alla Royal Commonwealth Pool di Edimburgo. Hanno preso parte alla competizione 16 atlete, provenienti da dieci diverse nazioni.

## Risultati
Il turno preliminare si è disputato alle 09:30, la finale alle 14:40.
In verde i finalisti.
| Class.  | Tuffatrice          | Nazionalità   | Preliminare | Preliminare | Finale          | Finale          |
| Class.  | Tuffatrice          | Nazionalità   | Punti       | Class       | Punti           | Class           |
| ------- | ------------------- | ------------- | ----------- | ----------- | --------------- | --------------- |
| Oro     | Celine van Duijn    | Paesi Bassi   | 289.65      | 1           | 319.10          | 1               |
| Argento | Noemi Batki         | Italia        | 279.40      | 5           | 315.00          | 2               |
| Bronzo  | Maria Kurjo         | Germania      | 282.35      | 3           | 308.15          | 3               |
| 4       | Sofija Lyskun       | Ucraina       | 279.60      | 4           | 306.60          | 4               |
| 5       | Lois Toulson        | Gran Bretagna | 284.10      | 2           | 292.20          | 5               |
| 6       | Robyn Birch         | Gran Bretagna | 250.70      | 8           | 290.60          | 6               |
| 7       | Tanya Watson        | Irlanda       | 233.15      | 11          | 276.85          | 7               |
| 8       | Elena Wassen        | Germania      | 264.50      | 6           | 270.40          | 8               |
| 9       | Ellen Ek            | Svezia        | 260.40      | 7           | 264.70          | 9               |
| 10      | Anne Tuxen          | Norvegia      | 222.45      | 12          | 215.00          | 10              |
| 11      | Isabelle Svantesson | Svezia        | 241.60      | 10          | 199.85          | 11              |
| 12      | Helle Tuxen         | Norvegia      | 245.75      | 9           | 161.90          | 12              |
| 13      | Genevieve Green     | Lituania      | 209.90      | 13          | Did not advance | Did not advance |
| 14      | Julija Timošinina   | Russia        | 204.80      | 14          | Did not advance | Did not advance |
| 15      | Anna Chuinyshena    | Russia        | 180.00      | 15          | Did not advance | Did not advance |